# Kožany
Kožany é um município da Eslováquia, situado no distrito de Bardejov, na região de Prešov. Tem 5,2 km² de área e sua população em 2018 foi estimada em 101 habitantes.

## Demografia
| Ano:        | 1994 | 2004   | 2014    | 2024    |
| ----------- | ---- | ------ | ------- | ------- |
| Broj ljudi: | 128  | 138    | 119     | 102     |
| Razlika:    |      | +7,81% | -13,76% | -14,28% |

| Ano:               | 2023 | 2024   |
| ------------------ | ---- | ------ |
| Número de pessoas: | 99   | 102    |
| Diferença:         |      | +3,03% |